# Кунти
Ку́нти (санскр. कुंती) — героиня древнеиндийского эпоса «Махабхарата», жена царя Хастинапуры Панду и мать трёх старших из пяти братьев Пандавов — главных героев «Махабхараты». При рождении её назвали Притхой, и по обету отец девочки царь ядавов Шура отдал её своему бездетному кузену царю Кунтибходжи. По имени приёмного отца царевна стала прозываться Кунти.
Когда у царя Кунтибходжи в течение года проживал суровый аскет Дурваса, Кунти было поручено прислуживать гостю. Дурваса был так доволен благонравием Кунти, что в награду научил её мантре из «Атхарва-веды», которой она могла по своему желанию вызвать любого бога для обретения потомства. Вызвав бога солнца Сурью из любопытства, чтобы опробовать мантру, юная Кунти родила от Сурьи героя Карну. По настоянию Кунти Сурья одарил сына приросшими к телу золотыми серьгами и панцирем, делавшими героя неуязвимым (ср. неуязвимость Ахилла, полученная от его матери Фетиды, и неуязвимость Бальдра, полученная от его матери Фригг). В соответствии с пророчеством Дурвасы, Кунти сохранила девственность, а от младенца избавилась, пустив его в корзине по реке. Карну, за судьбой которого Кунти следила с помощью соглядатая, усыновил возница.
Кунти, сохраняя в тайне добрачную связь с Сурьей, вышла замуж за могучего царя Кауравов Панду, который взял и вторую жену — Мадри. Из-за проклятия брахмана Панду не мог иметь детей, и для продления царского рода Кунти, открыв мужу свою тайну, с помощью мантры Дурваса родила троих сыновей от богов. От бога закона Дхармы родился будущий Царь справедливости праведный Юдхиштхира, от бога ветра Ваю — неодолимый и необузданный богатырь Бхимасена, от царя богов Индры — великий воин Арджуна. После долгих уговоров Панду Кунти помогла его младшей жене Мадри вызвать близнечных богов Ашвинов, от которых родились близнецы Накула и Сахадева. По смерти Панду Мадри последовала за ним на погребальный костёр, Кунти воспитала всех пятерых братьев Пандавов, а царём Кауравов стал старший брат Панду Дхритараштра, ранее отстранённый от наследования из-за слепоты.
Сто сыновей Дхритараштры, которых сказание называет Кауравами, во главе со старшим братом Дурьодханой пытались избавиться от Пандавов (отравить, утопить, сжечь) и захватить их долю царства. Несколько лет Кунти с Пандавами скиталась инкогнито, питаясь подаянием. После недолгого триумфа Пандавов их царство было мошеннически выиграно в кости дядей Дурьйодханы, сами Пандавы вновь отправлены в изгнание, а Кунти на правах родственницы осталась при дворе царя Дхритараштры. По завершении тринадцатилетнего изгнания Пандавов Кунти требовала от них с оружием в руках отомстить Кауравам.
Перед битвой Кунти посетила Карну, который, не зная родства, стал побратимом Дурьодханы и с юности враждовал с Пандавами, и просила его щадить Пандавов на поле боя. Карна жестоко упрекал бросившую его в младенчестве мать и отказался воссодиниться с братьями, но обещал щадить всех Пандавов, кроме своего вечного соперника Арджуны. Здесь перекрываются несколько общеэпических мотивов: схватка неузнавших друг друга родичей (чаще это не братья, а отец с сыном); возвращение подкидыша в родную семью; покровительство, оказываемое матерью младшему сыну в ущерб старшему (ср. Ревекка помогает Иакову получить первородство в обход старшего Исава). В коллизии Кунти — Карна все эти мотивы отклоняются от канона: Карна знает, что Арджуна его брат, но от вражды не отказывается; бросить престарелых приёмных родителей и признать Кунти матерью обиженный Карна также не согласен; корона Пандавов и право первородства его не интересуют.
В битве на Курукшетре Пандавы побеждают Кауравов и возвращают царство, а Карна гибнет в схватке с Арджуной, применившим нечестный приём. Только при совершении погребальных обрядов Пандавы узнают от Кунти, что непобедимый Карна был их братом, и Юдхиштхира гневно порицает мать за то, что она скрыла их родство с Карной. Кунти мучится раскаянием, считая, что величайший герой Карна погиб по её вине (ведь она скрыла от Арджуны, что Карна его брат), и остаток жизни проводит отшельницей в лесу с престарелым Дхритараштрой и его женой Гандхари, где все трое гибнут в лесном пожаре.